# 田嶋一雄
田嶋 一雄（たしま かずお、1899年11月20日 - 1985年11月19日）は、日本の実業家。ミノルタカメラ（現：コニカミノルタ）創業者。和歌山県海南市出身。
座右の銘は「難有り有難し」。

## 経歴
1899年11月20日、和歌山県海草郡日方町（現：海南市日方）で父・田嶋常吉と母・きくえの長男として生まれた。田嶋家は鎌倉時代に大野荘を管理していた大野十番頭を務めた家柄で、祖父・長三郎の代から漆器製造卸業の田嶋長三郎商店を営んでいた。
日方尋常高等小学校、和歌山商業学校を経て、1923年に慶應義塾大学経済学部を卒業。卒業直後の1923年、日本電報通信社（現：電通）に入社して広告部門に配属されたが、同年9月1日に関東大震災が発生したため会社を退職し、兵庫県神戸市で父が経営する貿易商の株式会社田嶋商店（1920年設立）へ入社した。
1927年11月、父の勧めで日本商品旅商団の一員として、中近東や東欧諸国に向けて出発。翌1928年5月に約6ヶ月の行程を終えた一雄は、一行と別れて単身でドイツ・ベルリンを経て、仏国通商のフランス・パリ支配人を務める同郷の日疋誠を訪ねてパリへ向かった。日疋は数日後に仏国通商の取引先の工場を案内し、その中にSOM社というフランスでも第一級の光学兵器会社があり、巨大な工場の一角には最新鋭の測距儀が並んでいたが、日疋は「光学兵器は難しくて日本では作れない」と説明した。この一件以来、一雄は光学に興味を持つこととなった。
帰国後、2人のドイツ人に勧められてカメラの製造を行うことを決断し、1928年11月11日には「日独写真機商店」の操業を開始し、国産カメラの製造に着手する。技術者のノイマンの指揮により、翌1929年3月に第1号機「ニフカレッテ」が完成。
1931年7月1日、事業の一段の発展を目指し、会社組織に改組して社名を「モルタ合資会社」と改める。1933年に速写タイプの「ミノルタ」を開発。同年有田郡保田村山田原（現：有田市）の上山家の末女・睦子と結婚。1936年には国産初の二眼レフカメラ「ミノルタフレックス」を開発。
1937年9月、千代田光学精工株式会社に改組・社名変更。戦時中は海軍の要請で士官用プリズム双眼鏡などを製造した。1962年2月にはアメリカ初の有人衛星・フレンドシップ7号に「ミノルタハイマチック」が搭載され、このカメラで写した地球の写真が世界中の新聞に掲載、一躍知名度を高めた。同年7月、ブランド名と社名を統一し、ミノルタカメラ株式会社に商号変更。以後もカメラを主力として複写機やマイクロ写真機器など事業を拡大させた。
社内外の意見を吟味して周囲と相談した結果、1983年8月23日に長男・英雄を後継の社長に指名し、一雄は会長に就任した。1985年2月、世界初の本格的なオートフォーカス一眼レフカメラ「α-7000」を発売、世界中で爆発的な人気を呼び、史上空前の売れ行きとなった。同年11月19日、86歳で死去。